# Agrostis pilosula
Agrostis pilosula é uma espécie de gramínea do gênero Agrostis, pertencente à família Poaceae.